# Snesudden
Snesudden är en by i Jokkmokks kommun. Varje år arrangeras den välbesökta pimpeltävlingen Holmträsknappet.  År 1754 anlände de första nybyggarna till Snesudden, eller Suollaure (Holmträsk), som byn hette på den tiden.